# Макдиармид, Хью

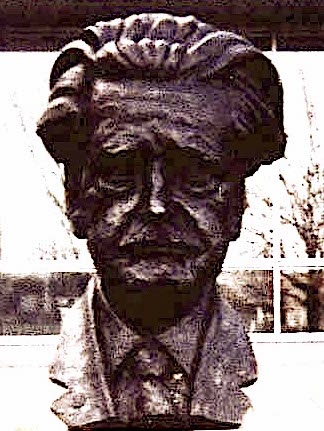
Бюст Хью Мак Диармида в Эдинбурге

Хью Мак Диармид (настоящее имя Кристофер Мюррей Грив, англ. Christopher Murray Grieve 11 августа 1892 — 9 сентября 1978) — шотландский писатель, поэт, общественный деятель. Одна из ключевых фигур «шотландского Возрождения».
Хью Мак-Диармид родился в шотландском поселке Ланхольм, после окончания школы работал журналистом. В годы Первой мировой войны он служил в армии как медик. После войны он продолжил работу журналиста и активно включился в общественную жизнь. Тогда же он начинает писательскую карьеру, издав свою первую книгу Annal od five senses.

## Политические взгляды
Хью Мак-Диармид соединял в себе черты шотландского националиста и коммуниста, что отражалось как в его творчестве как и в общественной деятельности. Он поддержал Октябрьскую революцию и вступил в Коммунистическую партию Великобритании. Кроме того, он стоял у истоков основания Национальной партии Шотландии (предшественницы нынешней Шотландской национальной партии) в 1928 году. Его двойственные, национал-коммунистические взгляды вызывали конфликты в обеих партиях — коммунисты небезосновательно клеймили его как националиста, а шотландские националисты — как коммуниста. В конечном итоге он был исключен из обеих партий. Вернулся в Компартию в 1956 году. Участвовал в выборах и от ШНП (в 1950 году), и от КПВ (в 1964 году).
Джордж Оруэлл в своём «Эссе о национализме» назвал Хью Мак-Диармида «самым типичным представителем кельтского национализма», которых обвинял в шовинизме, расизме и англофобии (в 1949 году Мак-Диармид попал в печально известный «список Оруэлла»). Впрочем, Мак-Диармид не слишком отрицал эти обвинения, указав «англофобию» в списке своих хобби, когда давал информацию о себе для издания «Who is Who».

## Творчество
Творчество Хью Мак-Диармида отразило как его эстетические искания, так и политические взгляды. Он писал на английском и на шотландском языках, причем в последних работах не просто подражал народному языку, как Бернс, а пытался создать синтетический язык (lallans) представлявший собой смесь народных говоров и слов из старинного языка шотландской средневековой поэзии. Одной из известнейших его работ на шотландском языке является поэма «Пьяный человек смотрит в терновник» (англ. A drunk man looks at the Thistle). Кроме того, Мак-Диармид переводил с гэльского языка.